# Niebo nad horyzontem
Niebo nad horyzontem (bośn. Nebo iznad krajolika) – bośniacko-francuska filmowa komedia fabularna z roku 2006 w reżyserii Nenada Đuricia.

## Opis fabuły
Debora pracuje w ambasadzie francuskiej w Sarajewie. W wolnym czasie lata na paralotni w okolicach Sarajewa. Nagły podmuch wiatru sprawia, że Debora spada w pobliżu zagubionej w górach wsi. Mehmed, pasterz krów i artysta ludowy jest pierwszym, który próbuje pomóc Deborze powrócić do Sarajewa. Problemem okazuje się brak telefonu, nieznajomość języka (Debora zna tylko angielski i francuski), ale także odmienność lokalnych zwyczajów, z którymi Debora wcześniej nie miała okazji się zetknąć.
Film realizowano w okolicach Treskavicy i wsi Gornji Lukomir.
Premiera filmu miała miejsce na Międzynarodowym Festiwalu Filmowym w Sofii. Nagrodą specjalną na tym festiwalu został wyróżniony reżyser filmu. Reżyser został także wyróżniony na festiwalu filmowym Skip City International D-Cinema w Tokio.

## Obsada
- Audrey Hamm jako Debora
- Aleksandar Seksan jako Mehmed
- Haris Burina jako Dževad/ francuski ambasador w BiH
- Nada Đurevska jako Majka
- Anita Kajasa jako Jela
- Rastko Jankovič jako Filip
- Jasna Diklić jako Andja
- Božidar Bunjevac jako Aziz
- Fadil Karup jako Gorštak
- Narcis Babić jako syn Gorštaka
- Vedrana Seksan jako Šerifa
- Emina Muftić jako Koka
- Milan Pavlović jako Ćata
- Muhamed Aljović jako Muzafer
- Denis Hadžijusufović jako Harmonikaš